# ريجينا هيرزلينجر
ريجينا هيرزلينجر (مواليد سنة 1944) (بالإنجليزية: Regina Herzlinger) هي سيدة أعمال وأكاديمية أمريكية. هي أستاذة إدارة الأعمال في نانسي ر. ماكفرسون في كلية هارفارد للأعمال حيث تقوم بتدريس ماجستير إدارة الأعمال. كانت هيرزلينجر أول امرأة تحصل على منصب في كلية هارفارد للأعمال. كانت أيضا أول امرأة في مجالس إدارة العديد من الشركات. وُصِفت مقاربتها بأنها محافظة من الناحية المالية.

## مسيرتها
ولدت هيرزلينجر حوالي عام 1944 في تل أبيب. كان والدها حاخاما فرّ من روسيا في عشرينيات القرن الماضي. بعد ذلك، فر والدا هيرزلينجر من ألمانيا التي كان يسيطر عليها النازيون في عام 1939 وانتقلوا إلى إسرائيل، حيث وُلدت هناك.
حصلت هيرزلينجر على درجة البكالوريوس في الاقتصاد من معهد ماساتشوستس للتكنولوجيا في عام 1965. كما حصلت على درجة الدكتوراه في إدارة الأعمال من كلية هارفارد للأعمال. بدأت التدريس في كللية هارفارد في عام 1971.
لدى هيرزلينجر وزوجها طفلان، وكلاهما التحق بكلية هارفارد. ابنتهما طبيبة ويعمل ابنهما في جيش الولايات المتحدة.